# ヒナのうた
「ヒナのうた」NHK『みんなのうた』2003年2月 - 3月に放送された楽曲。作詞・作曲・編曲・歌：柴草玲。

## 概要
カルガモの雛の行動と成長の様子を歌った楽曲。曲中には両親と共に散歩や昼寝をする様子が描かれる反面、羽数が途中で減少するシリアスな部分も描かれている。
アニメーションの映像は南家こうじが制作した。
2003年3月11日にNHK出版より、本曲を題材とした絵本とCDが収録された「NHKみんなのうたCDえほん ヒナのうた」が発売された。
初回放送から4か月後の2003年6月 - 7月に初めて再放送され、その後も定期的に再放送されている。また2011年4月23日放送の『みんなのうたスペシャル 年代別セレクション（2000年代セレクション）』でも放送された。

## 収録
- CD
  - 「NHKみんなのうた 〜レレの青い空〜」（日本コロムビア 2005年6月22日）
  - 「NHKみんなのうた 〜ベスト40〜」（日本コロムビア 2007年6月20日）
- DVD
  - 「NHKみんなのうた 映像集」（avex 2003年9月25日）
  - 「NHKみんなのうた 2003～2005」（NHKエンタープライズ 2011年10月21日）